# Benard Kibet
Benard Kibet Koech (* 25. November 1999 in Kericho) ist ein kenianischer Leichtathlet, der sich auf den Langstreckenlauf spezialisiert hat.

## Sportliche Laufbahn
Erste Erfahrungen bei internationalen Meisterschaften sammelte Benard Kibet, der in Japan lebt und trainiert, im Jahr 2022, als er in 44:04 min einen Weltrekord über 10 Meilen aufstellte. Im Jahr darauf siegte er in 58:45 min beim RAK-Halbmarathon und belegte dann im August in 27:56,27 min den fünften Platz im 10.000-Meter-Lauf bei den Weltmeisterschaften in Budapest. Anschließend gelangte er bei den Straßenlauf-Weltmeisterschaften in Riga nach 1:00:13 h auf den achten Platz im Halbmarathon. 2024 wurde er beim Prefontaine Classic in 26:51,09 min Dritter über 10.000 Meter und startete anschließend über diese Distanz bei den Olympischen Sommerspielen in Paris, bei denen er in 26:43,98 min den fünften Platz belegte. Wegen abnormalen Werten in seinem biologischen Pass wurde er 2025 vorläufig gesperrt.

## Persönliche Bestzeiten
- 5000 Meter: 13:00,38 min, 4. Mai 2023 in Nobeoka
- 10.000 Meter: 26:43,98 min, 2. August 2024 in Paris
- 10-km-Straßenlauf: 29:25 min, 31. März 2018 in Paderborn
- 10-Meilen-Straßenlauf: 44:04 min, 4. Dezember 2022 in Kōsa (Weltbestleistung)
- Halbmarathon: 58:45 min, 18. Februar 2023 in Ra’s al-Chaima